# マッチャンゴリー
マッチャンゴリー（ディベヒ語: މައްޗަންގޮޅީ、英語: Machchangolhi）、別名マチャンゴリ（英語: Machangolhi）は、モルディブの首都マレにある地区のうちの一つ。面積は約0.4平方キロメートル、人口は27,706人（2022年国勢調査）。

## マレ市内での位置
マッチャンゴリーは、マレ島の南部から中央部にかけて位置する。

## 施設

### 政府機関
- イスカンダル・コシー警察署
- 交通警察
- 高等教育省
- 内国歳入庁（英語版）
- マレ市庁舎
- 労働関係庁

### 教育機関・研究所
- アフマディーヤー国際学校（英語版）
- アフマディーヤー保育園 - 上記アフマディーヤー国際学校の保育園
- アミーニーヤー学校（ディベヒ語版、英語版）
- イスカンダル学校（英語版）
- ヴィラ大学（英語版）
- ギヤースッディーン国際学校（ディベヒ語版、英語版）
- クルアーン・スンナ研究所（ディベヒ語: އިންސްޓިޓިއުޓް އޮފް ޤްރުއާން އެންޑް ސުންނަ、英語: Institute of Quran and Sunnah）
- 後期中等教育センター（英語版）（CHSE）
- サイリックス大学（英語版）
- ビラボング高等国際学校（英語版）
- マンドゥー大学（英語版）
- モルディブ国立大学（ディベヒ語版、英語版）

### 博物館・図書館
- 旧国立博物館
- 国立博物館（英語版）
- モルディブ国立大学（ディベヒ語版、英語版）図書館

### 公園・広場
- マレ・スポーツ・コンプレックス（英語版）
- ラスラニ公園（ディベヒ語: ރަސްރަނި ބަގީޗާ、ラテン文字転写: Rasrani Bageecha） - 旧スルタン公園

### その他
- FedExモルディブ支店